# Conus lucidus
Conus lucidus é uma espécie de gastrópode do gênero Conus, pertencente à família Conidae.

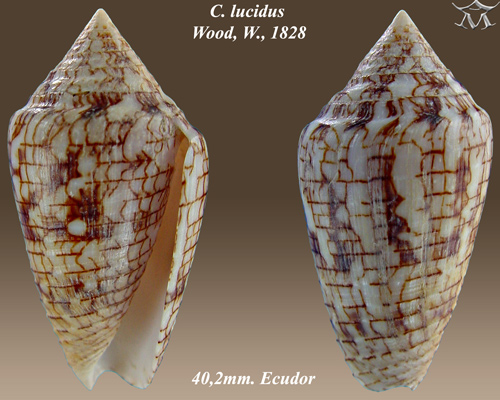
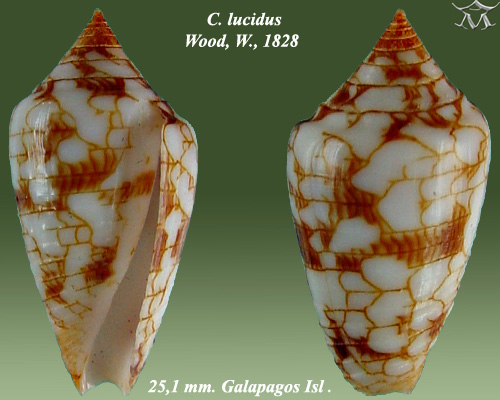